# Lynde
Lynde település Franciaországban, Nord megyében. Lakosainak száma 782 fő (2022. január 1.). Lynde Ebblinghem, Sercus, Staple, Wallon-Cappel, Blaringhem és Renescure községekkel határos.

## Népesség
A település népességének változása:
| Lakosok száma | 731  | 753  | 767  | 758  | 767  | 775  | 779  | 778  | 782  |
|               | 2013 | 2015 | 2016 | 2017 | 2018 | 2019 | 2020 | 2021 | 2022 |